# HYFLEX
HYFLEX
- 用途：極超音速飛行実験
- 製造者：三菱重工業ほか
- 運用者：NAL / NASDA
- 初飛行：1996年2月12日
- 生産数：1
- 運用状況：退役

HYFLEX（Hypersonic Flight Experiment）は、航空宇宙技術研究所（NAL）と宇宙開発事業団（NASDA、後に統合しJAXA）による極超音速飛行実験、及びその実験機の名称。
1996年（平成8年）に飛行実験に成功したが、回収は失敗した。日本で初めて極超音速揚力飛行に成功。極超音速で飛行する機体の設計・製作・飛行技術の蓄積、および再突入機の飛行実証が目的の無人リフティングボディ機である。
HOPEの研究開発の一環として計画され、りゅうせい（OREX、1994年）に次ぐ小型実験機の2番機となった。

## 計画
- 1991年（平成3年）、NAL・NASDAにより検討開始[2]
- 1993年（平成5年）、実験機の本格的な開発開始[2]
- 1995年（平成7年）11月、機体完成[2]

## 飛行実験
- 1996年（平成8年）2月12日
  - 8:00、種子島宇宙センターからJ-Iロケット試験機1号機で打ち上げ[2]
  - 打上げから238.4秒後、ロケットから分離[3][4]
    - 高度：107km（計画：109.1km）
    - 速度：3.895km/s（計画：3.9025km/h）

  - 分離から[5]
    - 39秒後、地上局からの追尾開始[4]
    - 60秒後（予定[6]）、誘導フェーズ1開始
    - 64秒後、最大マッハ数（約マッハ14）
    - 109秒（予定）、誘導フェーズ2開始
    - 126秒後、最大空力加熱
    - 133秒後、最大加速度
    - 135秒後（予定）、誘導フェーズ3開始
    - 141秒後、最大空力圧力
    - 174秒後（予定）、誘導フェーズ4開始
    - 300秒後（予定）、誘導終了
    - 339秒後、誘導制御終了
    - 463秒後、地上局からの追尾終了[4]
    - 837秒後、着水

実験機の各部に各種センサが取り付けられており、機体表面への空力加熱や表面圧力などのデータの収得に成功。その後父島の北東海域にパラシュートで着水した。しかし、フローティングシュートとライザが切断され、機体の回収には失敗した。水中で機体の機首が上向きの場合に金具のエッジ部とライザ（ワイヤー）がこすれ破断に至ったと推定される。

### 飛行経路
種子島から東向きに飛行し、小笠原ダウンレンジ局（父島）からレーダー追尾とテレメトリ伝送を実施するため、アンテナを機体の右側面に配置し、右バンクのみによって南方向へ旋回する円弧状の飛行経路がとられた。また、故障時でも島に接近しすぎないよう配慮された。小笠原局は距離3,000kmまで追尾できるが、分離後206秒から262秒の間は稜線下の飛行となりレーダデータは取得されなかった。受信は地上局のほかに船舶局、航空局でも受信された。

## 機体
HYFLEXはHOPEの予備実験という位置づけの元に機体設計されている。概念設計の過程では打上げロケットと実験機形状、実験内容のトレードオフや成立性が検討され、最終的にはHOPE相似形である必要はないと判断された。機体の設計においては風洞での実験やCFD（数値流体力学）の3次元解析による空力・熱力学的シミュレーションと飛行実験による実測が綿密に行われ、HOPE-Xの設計に貢献するための設計結果の検証が行われた。
機体設計においては次のような特徴を持つ。
- J-Iロケット試験機1号機による打上げとなったことから、ロケット外形を変更しないようHYFLEXはフェアリング内に収める必要が生じ、主翼のないリフティングボディ形状となった
- 熱防護系はHOPEに準じたコンセプトとして基本構成や最高温度環境を近づけた設計となった[9]
  - カーボン・カーボン材（許容限界1650℃）：ノーズキャップ、エレボン
  - セラミックタイル（許容限界1400℃）：機体外板、383枚使用
  - 可とう断熱材（許容限界800℃）：機体外板
  - ノーズキャップでは841℃、機体底面のタイルでは1222℃が計測された。
- 姿勢制御系はHOPEで主に検討されたRCS/空力舵面併用とした
  - 空力舵面（エレボン＋ラダー）のみでの制御も可能と考えられたが採用されなかった
- HYFLEXとしては再使用は考慮されなかった

実験機及びJ-Iアダプタのとりまとめは三菱重工業、後部胴体とりまとめは川崎重工業の体制、ほか富士重工業、日産自動車、日本電気、日本航空電子、三菱スペースソフトウェア、石川島播磨重工業が参加して製造された。

### 諸元
- 全長：4.400 m
- 全幅：1.358 m
- 全高：1.037 m
- 全備重量：1,072.9 kg
- 乗員：0名